# René Lagrou
René Lagrou (ur. 1904, zm. 1969) – flamandzki działacz narodowy i wydawca, komendant Flamandzkiego SS, oficer Ochotniczego Legionu Flandryjskiego, Ochotniczej Brygady Szturmowej „Langemarck”, a następnie 27 Ochotniczej Dywizji Grenadierów Pancernych SS „Langemarck” podczas II wojny światowej.
W okresie międzywojennym był prawnikiem w Antwerpii. Wstąpił do Flamandzkiego Związku Narodowego (VNV). Wydawał też czasopismo „Roeland”, które propagowało hasła nacjonalistyczne i antysemickie. Krótko przed atakiem Niemiec na Belgię wraz z innymi nacjonalistami flamandzkimi został aresztowany i osadzony w obozie na południu Francji. Po zajęciu Belgii i Francji przez wojska niemieckie w poł. 1940 r., współzałożył wraz z Wardem Hermansem Algemeene-SS Vlaanderen, stanowiące flamandzki człon Algemeine SS. Od 7 grudnia 1940 r. do 10 maja 1941 r. w stopniu SS-Hauptsturmführera stał na jego czele. Był też autorem książki pt. "Wij verdachten", w której opisał internowanie przez belgijskie władze w 1940 r. Następnie wstąpił ochotniczo do Waffen-SS, po czym w szeregach Ochotniczego Legionu Flandryjskiego został wysłany na front wschodni. W maju 1943 r. przeszedł do Ochotniczej Brygady Szturmowej „Langemarck”, która w październiku 1944 r. została rozwinięta w 27 Ochotniczą Dywizję Grenadierów Pancernych SS „Langemarck”. Doszedł do stopnia SS-Sturmbannführera. Pod koniec 1944 r. we Francji R. Lagrou został wzięty do niewoli przez aliantów, ale zdołał uciec poprzez Szwajcarię do frankistowskiej Hiszpanii. W maju 1946 r. władze belgijskie wysłały do rządu hiszpańskiego żądanie jego ekstradycji (obok Leona Degrelle’a i Pierre’a Daye), ale zostało ono odrzucone. René Lagrou został zaocznie skazany na karę śmierci przez trybunał wojenny w Antwerpii. W lipcu 1947 r. pod fałszywym nazwiskiem Reinaldo van Groede przyjechał on do Argentyny, gdzie został członkiem División de Informaciones, argentyńskiej organizacji wywiadowczej, która wspomagała przerzucanie byłych nazistów i kolaborantów do Argentyny.